# Гутцайт, Роман Леонидович
Рома́н Леони́дович Гутца́йт (род. 2 января 1987, Москва) — российский спортивный комментатор. Известен как комментатор телеканалов НТВ-Плюс и Матч ТВ, а также ведущий программы «Тотальный футбол» на Матч ТВ. Сейчас является заместителем шеф-редактора Okko Спорт и комментатором Первого канала.

## Биография
Отец — Леонид Эдуардович Гутцайт, мастер спорта по шахматам, автор книг, посвящённых биографиям великих шахматистов. Дед — доктор технических наук, профессор Эдуард Михелевич Гутцайт (1930—2013), учёный в области электротехники.
Роман с детства увлёкся теннисом и футболом, начал болеть за «Ньюкасл», «Ювентус» и сборную Франции, а также посещать домашние матчи московского «Спартака». Вскоре Гутцайт начал выступать за команду Гагаринского района на московских соревнованиях, но не имел желания продолжать профессиональную карьеру, рассчитывая стать тренером.
В 2004 году Гутцайт поступает на международное отделение факультета журналистики МГУ, благодаря которому попал на практику на «НТВ-Плюс». В 2009 году стал аспирантом филологического факультета РУДН, где защитил диссертационную работу на тему «Спортивное комментирование и его роль в телевизионной медиатизации».

## Карьера
Гутцайт начал работу на канале «НТВ-Плюс Футбол», заняв должность редактора. Свой первый матч прокомментировал в 2007 году в паре с Константином Геничем, позже стал постоянно привлекаться к комментаторской работе на футбольных каналах холдинга «НТВ-Плюс». В 2010 году Гутцайт стал ведущим программы «Футбольный клуб» на время проведения Чемпионата мира по футболу—2010, в 2012 году вернулся в программу на должность постоянного ведущего. Также комментировал матчи NBA и работал ведущим программы «Лондон-2012».
1 ноября 2015 года Гутцайт перешёл на телеканал «Матч ТВ», где продолжил работу в качестве комментатора, а также стал ведущим аналитической программы «Тотальный разбор с Валерием Карпиным», позже переименованной в «Тотальный футбол» (после ухода Гутцайта с «Матч ТВ» ведущим стал Сергей Кривохарченко), за работу над которой журналист был номинирован на ТЭФИ в 2018 году. В 2019 году «Тотальный футбол» стал победителем ТЭФИ в номинации «Телевизионный проект о спорте». В эфире «Матч ТВ» Гутцайт прокомментировал 2 финальных матча Лиги Чемпионов, а также поединки Чемпионата Европы 2016, Кубка Конфедераций 2017 и Чемпионата Мира 2018..
В июне 2019 года было объявлено об уходе Гутцайта с «Матч ТВ» — его новым местом работы стал видеосервис Okko, где он занял должность заместителя шеф-редактора видеосервиса Okko.Sport Владимира Стогниенко. Этим же летом Гутцайт стал спортивным комментатором «Первого канала», первым матчем в эфире которого для комментатора стал Суперкубок России—2019. Также с 24 февраля по 27 августа 2020 года вёл на Первом канале спортивную телеигру «Гол на миллион» вместе с Ташем Саркисяном.
Помимо работы на телевидении, Гутцайт сотрудничал с радиостанцией Спорт FM, на которой вёл собственную передачу «Судья для вас».
С 2019 года постоянный резидент YouTube проекта «Коммент. Шоу». Вместе с Нобелем Арустамяном, Константином Геничем и Денисом Казанским беседует с популярными футболистами и тренерами.
В 2022 году вместе с Владимиром Стогниенко стал голосом навигатора 2ГИС.

## Критика
В статье «5 лучших и 5 худших комментаторов „Матч ТВ“» редакция интернет-ресурса «Палач» положительно рецензировала комментаторскую работу Романа Гутцайта. Из достоинств были выделены такие качества, как «отличное ведение репортажа», «неплохое понимание тактики» и «умение отыграть эпизод, который требует дополнительных эмоций».
Роман Гутцайт признавался, что в личном разговоре Василий Уткин назвал его «говном полным как комментатор», добавив, что Гутцайту «никогда никем не стать». В 2018 году Уткин высоко оценил работу Гутцайта, рассуждая о трёх лучших комментаторах в России. По мнению Уткина, Роман Гутцайт и Сергей Кривохарченко — «два человека, которые сильнее всех прогрессировали последние два года».
Комментируя назначение Романа Гутцайта на должность заместителя шеф-редактора «Okko Спорт», Владимир Стогниенко назвал одним из лучших российских комментаторов, добавив, что Гутцайт «отлично подкован и здорово реагирует на происходящее на поле». Константин Генич, подводя итоги 2016 года, назвал Романа Гутцайта лучшим комментатором года, отметив, что тот «совершил не шаг, а целый прыжок вперёд». Генич добавил, что у Гутцайта «нет провальных матчей, всегда высокий уровень».

## Награды
- 2014 год: благодарность Президента РФ за заслуги в подготовке и проведении Зимних Олимпийских игр 2014 года [15]
- 2017 год: третье место в голосовании «Лучший футбольный комментатор 2017 года имени В. Н. Маслаченко» [26]
- 2018 год: финалист премии «ТЭФИ-2018» (номинация «Ведущий спортивной программы/спортивный комментатор») [11]
- 2019 год: премия «ТЭФИ-2019» (за «Тотальный Футбол», номинация «Телевизионный проект о спорте») [12]